# ギィ・ファロ
ギィ・ファロ（Guy Fallot, 1927年11月27日 - 2018年7月25日）は、フランスのチェロ奏者。
ナンシーの生まれ。1936年にローザンヌ音楽院に入り、1944年までポール・バーガーにチェロを学ぶ。1945年からパリ音楽院でポール・バズレールに師事し、翌年にはプルミエ・プリを得て卒業したが、その後もバズレールの指導を受けた。1947年にピアティゴルスキー賞を獲得し、演奏活動を始めた。1970年に左腕の故障で演奏活動を一時中断したが、1980年代に再起している。1960年代から1990年代まで母校のローザンヌ音楽院で教鞭を執った。
ローザンヌにて没。